# Trzebiatów
Trzebiatów (udtale: Tshe-bia-toof [tʂɛˈbjatuf]; kashubisk: Trzébiatowò; tysk: Treptow an der Rega)   er en by i den nordlige del af voivodskabet Vestpommern i  den nordvestlige del af Polen. Byen  har 9.591(2021) indbyggere og et areal på 	10,14  km², og er administrationsby i   powiatet Gryfice. Trzebiatów ligger ved Rega-floden  omkring 9 kilometer syd for Østersøkysten.
Den bevarede gamle bydel er registreret som et beskyttet historisk monument i Polen.

## Historie
Området ved den nedre Rega omkring Gryfice og Trzebiatów var stedet for en vestslavisk Leshittisk gord (befæstet bebyggelse) i det 9. århundrede. Området blev en del af den nye polske stat under Mieszko 1. af Polen omkring 967. Det var en del af Hertugdømmet Pommern, som adskilte sig fra Polen som følge af fragmenteringen af Polen. Den første registrerede omtale af byen er fra 1170, da den pommerske hertug Kasimir 1. gav et par landsbyer og tilsyn med en kirke i byen til nybyggere fra Lund i Sverige. I det tidlige 13. århundrede blev Trzebiatów sæde for hertuginde Anastasia af Storpolen, som genopbyggede det gamle slot til sin residens. I 1224 bragte Anastasia præmonstratensiske nonner til byen. I første halvdel af det 13. århundrede blev tyske bosættere inviteret af den pommerske hertug Barnim 1. begyndte at slå sig ned i området. I 1277 fik denne bygd byprivilegier under Lübeck-loven. I 1416 blev byen en del af Hanseforbundet, fungerede derefter som en vigtig handelsplads og udviklede sig arkitektonisk med   teglstensgotik. Det havde handelsforbindelser med større byer som Gdańsk og København.